# Cariobaude
Cariobaude (latino: Chariobaudes; ... – Pavia, 13 agosto 408) è stato un generale romano dell'Impero romano d'Occidente di origine germanica.

## Biografia
Il nome suggerisce un'origine germanica. Era magister militum per Gallias dell'imperatore Onorio, ma nel 407 la Gallia fu invasa dalle truppe dell'usurpatore Costantino III, e Cariobaude fuggì recandosi in Italia.
Fu ucciso il 13 agosto 408, a Ticinum (Pavia), da truppe romane istigate dal magister officiorum Olimpio, insieme ad altri ufficiali legati al generale Stilicone, che fu ucciso pochi giorni dopo.